# Parafia Wniebowstąpienia Pańskiego w Karakulach
Parafia pw. Wniebowstąpienia Pańskiego w Karakulach – rzymskokatolicka parafia należąca do dekanatu Wasilków, archidiecezji białostockiej, metropolii białostockiej. Siedziba parafii mieści się w Karakulach.

## Historia
Parafię erygował 29 VI 2001 r. abp Wojciech Ziemba. Wydzielono ją z parafii Najświętszego Serca Jezusowego w Białymstoku i z parafii w Supraślu. Pierwszym proboszczem został ks. Józef Kowalczuk.
W chwili tworzenia parafii były już w stanie surowym na cmentarzu koło wsi Karakule kościół, kaplica dolna i budynek administracyjny, zaprojektowane przez inż. arch. Jerzego Zgliczyńskiego. Cmentarz ten, o powierzchni 16 ha, założył proboszcz parafii NSJ, ks. Czesław Łogutko. Następny proboszcz, ks. Kazimierz Michalec, rozpoczął budowę wspomnianych obiektów na tym cmentarzu. One też stanowią ośrodek nowej placówki duszpasterskiej. Ks. Proboszcz nowej parafii wykończył kościół, a budynek administracyjny zaadaptował na plebanię.

## Obszar parafii
W granicach parafii znajdują się miejscowości:
- Karakule,
- Ciasne,
- Nowodworce,
- Ogrodniczki
- Krasne (do rzeki)